# 蕾蒙威

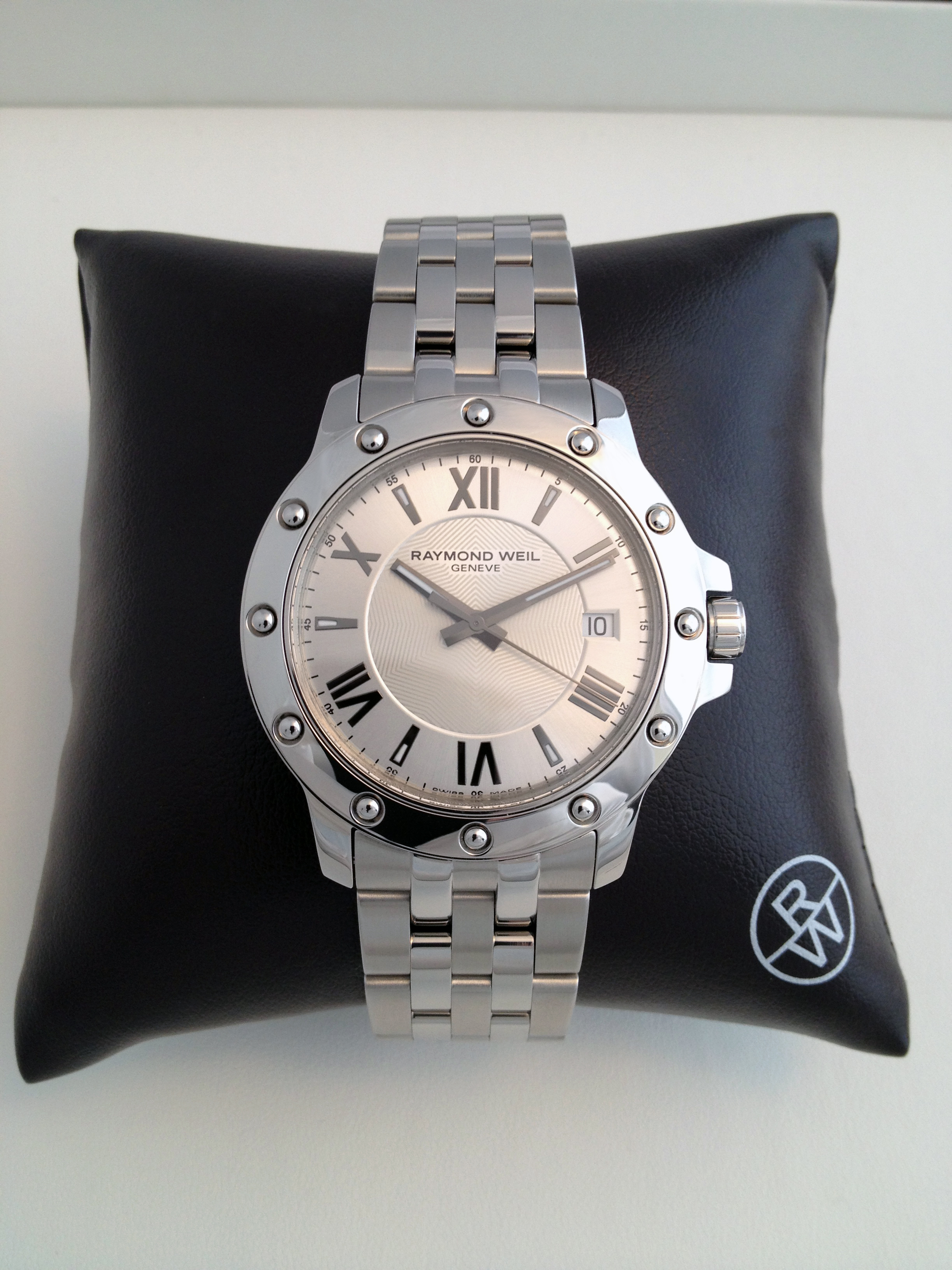
Tango-5599-st-00659

蕾蒙威（法語：Raymond Weil Genève，法語發音：[ʁemɔ̃ vɛːj]），瑞士奢華腕錶製造商，1976年由蕾蒙·威（Raymond Weil）與西蒙宝达女士（Simone Bédat）於創辦瑞士日内瓦（Genève），當時正值石英危机。宝达與其兒子於1996年離開蕾蒙威公司，並創立了另一著名腕錶品牌—宝达。蕾蒙·威將公司交由女婿奥利维·伯海姆（M.Olivier Bernheim）作爲家族生意繼續經營，而目前由蕾蒙·威的兩個外孫艾利·伯海姆（Elie Bernheim）和皮埃尔·伯海姆（Pierre Bernheim）管理。 

## 歷史
蕾蒙威公司由蕾蒙·威創立。他的女婿奥利维·伯海姆於1990年代開始擔任公司总裁兼首席执行官，如今家族的第三代艾利·伯海姆和皮埃爾·伯海姆也已於2006年加盟公司，艾利·伯海姆於2014年成爲首席执行官。艾利和皮埃爾又曾於2012年創辦88 Rue du Rhone腕錶品牌，但已停止營運。
2014年時，該公司每年賣出20萬隻手表，平均價值為一千英镑。

## 外部連結
- "Raymond Weil Company History", Raymond Weil website
- "Raymond Weil Portrait" （页面存档备份，存于）, Worldtempus official website
- "Marketwatch review"[永久], The Marketwatch
- "Europastar report" （页面存档备份，存于）, EuropaStar
- "Europastar publication" （页面存档备份，存于）, EuropaStar
- "Raymond Weil Reviews", Raymond Weil Reviews
- "The management" （页面存档备份，存于）, Worldtempus report
- "The Raymond Weil Watches story", Patrick Bedford report
- "Swiss Watch Industry report" （页面存档备份，存于）, Federation Horlogère Suisse
- Raymond Weil Genève Swiss Watches Official Website （页面存档备份，存于）
- Microsite （页面存档备份，存于）
- The Raymond Weil Genève RW Club
- Official Blog
- 蕾蒙威 Twitter（页面存档备份，存于）